# سانتا باربارا (نارینو)
سانتا باربارا (انگلیسی: Santa Bárbara, Nariño) نام شهری در کشور کلمبیا است.